# でかどんでん
『でかどんでん』は、私立恵比寿中学の12枚目のシングル（インディーズを含めると通算18枚目）である。2018年6月6日にSME Recordsから発売された。

## 概要
6人体制初となるシングル。初回生産限定盤A、初回生産限定盤B、通常盤の3形態での発売。初回生産限定盤の両方と初回仕様の通常盤にはトレーディングカード（全8種のうち1種ランダム）が封入されている。
シングル表題曲「でかどんでん」、1月4日の6人体制初となったワンマンライブ「私立恵比寿中学新春大学芸会 〜ebichu pride〜」にて初披露となった「響」、「熟女になっても feat. SUSHIBOYS」、「スウィーテスト・多忙。」を収録。収録曲全曲のMVが制作されるのは初である。
「でかどんでん」のMVに渡辺直美が友情出演。「スウィーテスト・多忙。」の振付はメンバーの柏木ひなたが手がけた。「響」は、ひかりTV、dTVで配信されているドラマ『君は放課後、宙を飛ぶ』の主題歌、帝京平成大学のCMソング。

## 収録曲
（私立恵比寿中学：真山りか、安本彩花、星名美怜、柏木ひなた、小林歌穂、中山莉子）

### 初回生産限定盤A
1. でかどんでん
作詞・作曲・編曲：U-re:x
2. 熟女になっても feat. SUSHIBOYS
作詞：SUSHIBOYS・さつき が てんこもり
作曲：さつき が てんこもり
編曲：雲豹
サングラスをかけた安本彩花が「YASUBOY」としてSUSHIBOYSのラップパートでラップを披露するのがライブでの見せ場の一つ[5]。
配信限定EP『FAMIEN'18 e.p.』（2018年）に2018年7月22日の春ツアーファイナル公演でSUSHIBOYSとコラボしたライブ音源「熟女になっても feat. SUSHIBOYS & YASUSHI BOY(Live Version)」が収録。
3. でかどんでん（Less Vocal）
4. 熟女になっても feat. SUSHIBOYS（Less Vocal）

特典映像BD
- 「中学生だけのドライブ映像 〜横濱邪決斗撮影編〜」

### 初回生産限定盤B
1. でかどんでん
2. スウィーテスト・多忙。
作詞：西寺郷太、作曲：野井洋児、編曲：佐藤優介
振付をメンバーの柏木ひなたが担当
3. でかどんでん（Less Vocal）
4. スウィーテスト・多忙。（Less Vocal）

特典映像BD
- 「響」Music Video（Solo Short ver.×6）

### 通常盤
1. でかどんでん
2. 熟女になっても feat. SUSHIBOYS
3. スウィーテスト・多忙。
4. 響
作詞：後藤まりこ　作曲：AxSxE　編曲：野村陽一郎
ドラマ『君は放課後、宙を飛ぶ』主題歌（ひかりTV、dTV）
帝京平成大学 CMソング
5. でかどんでん（Less Vocal）
6. 熟女になっても feat. SUSHIBOYS（Less Vocal）
7. スウィーテスト・多忙。（Less Vocal）
8. 響（Less Vocal）

## リリース日一覧
| 地域 | リリース日   | レーベル    | 規格                    | カタログ番号                  |
| ---- | ------------ | ----------- | ----------------------- | ----------------------------- |
| 日本 | 2018年6月6日 | SME Records | CD（マキシシングル）+BD | SECL2291/2（初回生産限定盤A） |
| 日本 | 2018年6月6日 | SME Records | CD（マキシシングル）+BD | SECL2293/4（初回生産限定盤B） |
| 日本 | 2018年6月6日 | SME Records | CD（マキシシングル）    | SECL2295（通常盤）            |